# 民法第398条の14第1項ただし書の定めの登記
民法第398条の14第1項ただし書の定めの登記（みんぽうだい398じょうの14だい1こうただしがきのさだめのとうき）とは日本における不動産登記の態様の1つで、根抵当権（根質権を含む。以下同じ。）の準共有者が、弁済を受ける割合について債権額の割合と異なる割合をもって定めたり、ある者が他の者に先立って弁済を受けることを定めたとき（b:民法第398条の14第1項ただし書・361条）における、当該定めを登記することである。
本稿では、以下「優先の定め」と表す。優先の定めは根抵当権の登記事項の1つである（b:不動産登記法第88条2項4号・95条2項前段）が、当該定めの登記は講学上いわゆる合同申請で行う（不動産登記法89条2項・95条2項前段、旧不動産登記法119条ノ8第1項・119条ノ2第1項）のであるから、旧不動産登記法下では設定登記とは一括申請はできないとされていた。2005年施行の新不動産登記法下においては一括申請できると読めなくもないが、先例が出ておらず、はっきりしない。書式解説564頁・927頁はできないとしている。
本稿では、旧不動産登記法と同じく一括して申請できないものとし、優先の定めの新設・変更（更正を含む）・廃止・抹消の概要及び登記申請情報の記載事項（一部）について説明する。なお、優先の定めは元本確定前にしかすることができない（民法398条の14第1項ただし書）。

## 略語について
説明の便宜上、次のとおり略語を用いる。
法
不動産登記法（平成16年6月18日法律第123号）
令
不動産登記令（平成16年12月1日政令第379号）
規則
不動産登記規則（平成17年2月18日法務省令第18号）
記録例
不動産登記記録例（2009年（平成21年）2月20日民二500号通達）

## 概要・登記申請情報（登記の目的・原因・変更（更正）後の事項）

### 優先の定めの新設
優先の定めを新たに設定した場合、準共有者全員で合意をしなければならず、準共有者の一部の者による合意をすることはできない（登記研究433-134頁）。
共同根抵当権について、不動産ごとに異なる優先の定めをすることはできる（b:民法第398条の17第1項参照）。
登記の目的（令3条5号）は、合意の日を日付として「登記の目的　1番根抵当権優先の定め」のように記載する（記録例495参照）。
登記原因及びその日付（令3条6号）は、「原因　平成何年何月何日合意」のように記載する（記録例495）。
変更後の事項（令別表25項申請情報）は、「優先の定め　株式会社A銀行7・株式会社B銀行3の割合」（記録例495参照）や「優先の定め　株式会社A銀行は株式会社B銀行に優先」のように記載する（書式解説-934頁）。両者を混合した記載も可能である。

### 優先の定めの変更・更正
順位変更登記の場合と異なり、設定された優先の定めを合意により変更することはできる。また、新設の場合と異なり、根抵当権の準共有者の一部の者による変更の合意をすることはできるとされている（不動産登記実務総覧下巻-1395頁）。
登記の目的（令3条5号）は、「登記の目的　1番根抵当権優先の定め変更」のように記載する（記録例495参照）。
登記原因及びその日付（令3条6号）は、変更の場合、合意の日を日付として「原因　平成何年何月何日合意」のように記載する（記録例495）。更正の場合、「原因　錯誤」のように記載し、日付を記載する必要はない。
変更（更正）後の事項（令別表25項申請情報）は、「変更（更正）後の事項　優先の定め　株式会社A銀行3、株式会社B銀行7の割合」のように記載する（記録例495参照）。

### 優先の定めの廃止
根抵当権の準共有者の合意により優先の定めを廃止した場合、抹消登記ではなく変更登記をするべきである（登記研究660-207頁）。
登記の目的（令3条5号）は、「登記の目的　1番根抵当権優先の定め変更」のように記載する（登記研究660-207頁参照）。
登記原因及びその日付（令3条6号）は、合意の日を日付として「原因　平成何年何月何日合意解除」のように記載する（登記研究660-207頁）。
変更後の事項（令別表25項申請情報）は、「変更後の事項　優先の定め　廃止」のように記載する（登記研究660-207頁参照）。

### 優先の定めの抹消
優先の定めの登記が錯誤（b:民法第95条本文）によりされた場合や、登記原因たる合意が無効の場合、詐欺又は強迫（b:民法第96条1項）・制限行為能力者の法律行為（b:民法第5条2項など）により合意を取り消す場合、合意がそもそも存在しない場合には、優先の定めの登記を抹消する登記の申請をすることができる。
なお、根抵当権の一部譲渡の登記後に優先の定めを新設する登記がされた場合、当該一部譲渡の登記が抹消されても優先の定めの登記を登記官が職権で抹消できる規定は存在しないので、当該定めの登記は当事者の申請により抹消されることになる（登記研究540-169頁）。
登記の目的（令3条5号）は、「登記の目的　1番付記1号根抵当権優先の定め抹消」のように記載する。
登記原因及びその日付（令3条6号）は、「原因　錯誤」のように記載する。日付を記載する必要はない。

## 登記申請情報（申請人・添付情報・登録免許税）
登記申請人（令3条1号）は、優先の定めの新設・変更・更正・廃止の合意をした者又は優先の定めの抹消に係る権利の登記名義人の全員が登記権利者兼登記義務者となる、講学上いわゆる合同申請を行う。なお、法人が申請人となる場合、以下の事項も記載しなければならない。
- 原則として申請人たる法人の代表者の氏名（令3条2号）
- 支配人が申請をするときは支配人の氏名（一発即答14頁）
- 持分会社が申請人となる場合で当該会社の代表者が法人であるときは、当該法人の商号又は名称及びその職務を行うべき者の氏名（2006年（平成18年）3月29日民二755号通達4）。

添付情報（規則34条1項6号、一部）は、登記原因証明情報（法61条・令7条1項5号ロ）、登記申請人全員の登記識別情報（法22条本文・令8条1項7号）又は登記済証である。法人が申請人となる場合は更に代表者資格証明情報（令7条1項1号）も原則として添付しなければならない。
書面申請の場合であっても、登記申請人の印鑑証明書の添付は原則として不要である（令16条2項・規則48条1項5号、令18条2項・規則49条2項4号及び48条1項5号）が、登記申請人が登記識別情報を提供できない場合にはその者の印鑑証明書を添付しなければならない（規則47条3号ハ参照）。
登録免許税（規則189条1項前段）は、以下のとおりである。
- 優先の定めの新設・変更・更正・廃止の場合、不動産1個につき1,000円を納付する（登録免許税法別表第1-1(14)）。
- 優先の定めの抹消の場合、不動産1個につき1,000円を納付するが、同一の申請書で20個以上の不動産につき抹消登記を申請する場合は2万円である（登録免許税法別表第1-1(15)）。

## 登記の実行
優先の定めに関する登記は付記登記で実行される（規則3条2号ニ、登記研究660-207頁参照）。ただし、抹消登記は主登記で実行される（規則3条参照）。
なお、登記官は変更又は更正の登記するときは、変更前又は更正前の事項を抹消する記号を記録しなければならない（規則150条）。